# Ranald Macruarie

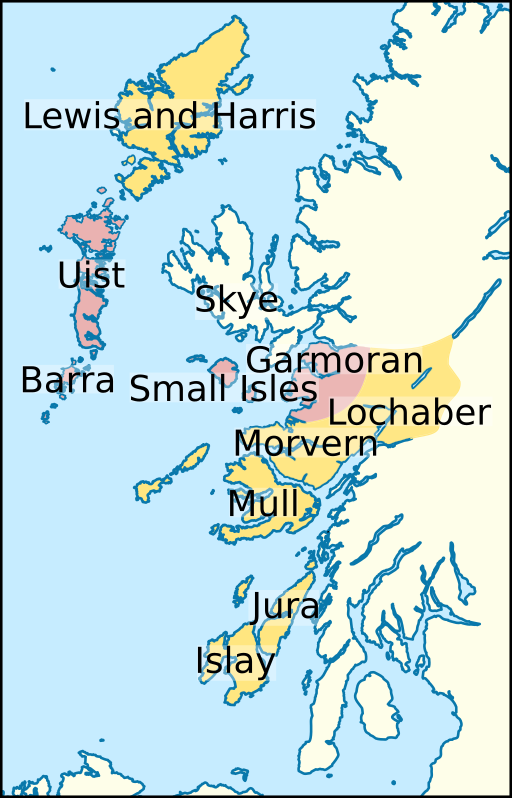
Die Besitzungen von Ranald Macruaridh (rot) und die von John Macdonald (gelb) 1346

Ranald Macruarie  (auch MacRuaridh) († Oktober 1346 in Elcho Priory) war ein schottischer Adliger.

## Herkunft
Ranald entstammte der Familie Macruarie. Er war ein Sohn von Ruairi Macruarie, dem Lord von Garmoran, einer Herrschaft im Nordwesten Schottlands, zu der auch einige Inseln der Hebriden gehörten. Sein Vater fiel vermutlich 1318 in der Schlacht bei Faughart, worauf Ranald sein Erbe wurde.

## Erbstreit mit seiner Tante Christina of Mar
Ranalds Tante Christina of Mar hatte seinem Vater nach 1306 den Besitz der Herrschaft Garmoran übertragen. Als Auflage war vereinbart worden, dass die Herrschaft nach dem Tod von Ranalds Vater an Christinas Sohn Ruairi fallen würde, falls Ruairi keine Söhne hatte. Nach dem Tod von Ranalds Vater versuchte Christina trotz dieser Abmachung, die Besitzungen von ihrem Neffen Ranald zurückzuerlangen. Vor 1324 übertrug sie einen Großteil ihrer Besitzungen an Arthur Campbell, wodurch Ranald enteignet wurde. Wahrscheinlich rebellierte Ranald daraufhin gegen seine Tante. Daraufhin erklärte ein Parlament in Scone am 27. März 1325 Ranalds Rechte für verwirkt. Zu einem späteren Zeitpunkt vor 1333 wurde er jedoch wieder als rechtmäßiger Lord of Garmoran eingesetzt.

## Rolle im Zweiten Schottischen Unabhängigkeitskrieg
Nach den englischen Erfolgen zu Beginn des Zweiten Schottischen Unabhängigkeitskriegs brach 1333 die königliche Herrschaft in Nordschottland und auf den Hebriden zusammen. Zwischen den rivalisierenden Adligen kam es zu gewaltsamen Fehden, an denen Ranald führend beteiligt war. 1337 schloss Ranald ein Heiratsbündnis mit John MacDonald, Lord of Islay, der Ranalds Schwester Amy heiratete. 1342 suchte William, 5. Earl of Ross den Ausgleich mit seinem Rivalen Ranald, und um 1343 schloss Ranald auch ein Abkommen mit dem schottischen König David II. Trotz des Ausgleichs von 1342 bestanden zwischen Ranald und dem Earl of Ross weiterhin Spannungen, vor allem um Landbesitz bei Kintail. 1346 bereitete David II. einen Feldzug nach England vor. Das schottische Heer sammelte sich bei Perth, wohin Ranald das Aufgebot von den Hebriden führte. Bevor das Heer aufbrechen konnte, wurde Ranald Anfang Oktober in seinem Quartier im Zisterzienserinnenkloster von Elcho auf Veranlassung des Earl of Ross ermordet. Der Großteil des Aufgebots der Hebriden verließ daraufhin das Heer und kehrte auf die Hebriden zurück, während der König den Mord nicht ahndete. Ranalds Erbin wurde seine Schwester Amy, wodurch Garmoran an John MacDonald fiel.